# Malmsjöstugan
Malmsjöstugan is een plaats in de gemeente Gnesta in het landschap Södermanland en de provincie Södermanlands län in Zweden. De plaats heeft 64 inwoners (2005) en een oppervlakte van 48 hectare.